# Vocale centrale semichiusa arrotondata
| | Anteriori | Quasi anteriori | Centrali | Quasi posteriori | Posteriori |
| Chiuse | \| i • y ɨ • ʉ ɯ • u ɪ • ʏ ɪ̈ • ʊ̈ ɯ̞̈ • ʊ e • ø ɘ • ɵ ɤ • o e̞ • ø̞ ə ɤ̞ • o̞ ɛ • œ ɜ • ɞ ʌ • ɔ æ • ɐ a • ɶ ä • ɒ̈ ɑ • ɒ \| | \| i • y ɨ • ʉ ɯ • u ɪ • ʏ ɪ̈ • ʊ̈ ɯ̞̈ • ʊ e • ø ɘ • ɵ ɤ • o e̞ • ø̞ ə ɤ̞ • o̞ ɛ • œ ɜ • ɞ ʌ • ɔ æ • ɐ a • ɶ ä • ɒ̈ ɑ • ɒ \| | \| i • y ɨ • ʉ ɯ • u ɪ • ʏ ɪ̈ • ʊ̈ ɯ̞̈ • ʊ e • ø ɘ • ɵ ɤ • o e̞ • ø̞ ə ɤ̞ • o̞ ɛ • œ ɜ • ɞ ʌ • ɔ æ • ɐ a • ɶ ä • ɒ̈ ɑ • ɒ \| | \| i • y ɨ • ʉ ɯ • u ɪ • ʏ ɪ̈ • ʊ̈ ɯ̞̈ • ʊ e • ø ɘ • ɵ ɤ • o e̞ • ø̞ ə ɤ̞ • o̞ ɛ • œ ɜ • ɞ ʌ • ɔ æ • ɐ a • ɶ ä • ɒ̈ ɑ • ɒ \| | \| i • y ɨ • ʉ ɯ • u ɪ • ʏ ɪ̈ • ʊ̈ ɯ̞̈ • ʊ e • ø ɘ • ɵ ɤ • o e̞ • ø̞ ə ɤ̞ • o̞ ɛ • œ ɜ • ɞ ʌ • ɔ æ • ɐ a • ɶ ä • ɒ̈ ɑ • ɒ \| |
| Quasi chiuse                                                                                                  | \| i • y ɨ • ʉ ɯ • u ɪ • ʏ ɪ̈ • ʊ̈ ɯ̞̈ • ʊ e • ø ɘ • ɵ ɤ • o e̞ • ø̞ ə ɤ̞ • o̞ ɛ • œ ɜ • ɞ ʌ • ɔ æ • ɐ a • ɶ ä • ɒ̈ ɑ • ɒ \| | \| i • y ɨ • ʉ ɯ • u ɪ • ʏ ɪ̈ • ʊ̈ ɯ̞̈ • ʊ e • ø ɘ • ɵ ɤ • o e̞ • ø̞ ə ɤ̞ • o̞ ɛ • œ ɜ • ɞ ʌ • ɔ æ • ɐ a • ɶ ä • ɒ̈ ɑ • ɒ \| | \| i • y ɨ • ʉ ɯ • u ɪ • ʏ ɪ̈ • ʊ̈ ɯ̞̈ • ʊ e • ø ɘ • ɵ ɤ • o e̞ • ø̞ ə ɤ̞ • o̞ ɛ • œ ɜ • ɞ ʌ • ɔ æ • ɐ a • ɶ ä • ɒ̈ ɑ • ɒ \| | \| i • y ɨ • ʉ ɯ • u ɪ • ʏ ɪ̈ • ʊ̈ ɯ̞̈ • ʊ e • ø ɘ • ɵ ɤ • o e̞ • ø̞ ə ɤ̞ • o̞ ɛ • œ ɜ • ɞ ʌ • ɔ æ • ɐ a • ɶ ä • ɒ̈ ɑ • ɒ \| | \| i • y ɨ • ʉ ɯ • u ɪ • ʏ ɪ̈ • ʊ̈ ɯ̞̈ • ʊ e • ø ɘ • ɵ ɤ • o e̞ • ø̞ ə ɤ̞ • o̞ ɛ • œ ɜ • ɞ ʌ • ɔ æ • ɐ a • ɶ ä • ɒ̈ ɑ • ɒ \| |
| Semichiuse | \| i • y ɨ • ʉ ɯ • u ɪ • ʏ ɪ̈ • ʊ̈ ɯ̞̈ • ʊ e • ø ɘ • ɵ ɤ • o e̞ • ø̞ ə ɤ̞ • o̞ ɛ • œ ɜ • ɞ ʌ • ɔ æ • ɐ a • ɶ ä • ɒ̈ ɑ • ɒ \| | \| i • y ɨ • ʉ ɯ • u ɪ • ʏ ɪ̈ • ʊ̈ ɯ̞̈ • ʊ e • ø ɘ • ɵ ɤ • o e̞ • ø̞ ə ɤ̞ • o̞ ɛ • œ ɜ • ɞ ʌ • ɔ æ • ɐ a • ɶ ä • ɒ̈ ɑ • ɒ \| | \| i • y ɨ • ʉ ɯ • u ɪ • ʏ ɪ̈ • ʊ̈ ɯ̞̈ • ʊ e • ø ɘ • ɵ ɤ • o e̞ • ø̞ ə ɤ̞ • o̞ ɛ • œ ɜ • ɞ ʌ • ɔ æ • ɐ a • ɶ ä • ɒ̈ ɑ • ɒ \| | \| i • y ɨ • ʉ ɯ • u ɪ • ʏ ɪ̈ • ʊ̈ ɯ̞̈ • ʊ e • ø ɘ • ɵ ɤ • o e̞ • ø̞ ə ɤ̞ • o̞ ɛ • œ ɜ • ɞ ʌ • ɔ æ • ɐ a • ɶ ä • ɒ̈ ɑ • ɒ \| | \| i • y ɨ • ʉ ɯ • u ɪ • ʏ ɪ̈ • ʊ̈ ɯ̞̈ • ʊ e • ø ɘ • ɵ ɤ • o e̞ • ø̞ ə ɤ̞ • o̞ ɛ • œ ɜ • ɞ ʌ • ɔ æ • ɐ a • ɶ ä • ɒ̈ ɑ • ɒ \| |
| Medie | \| i • y ɨ • ʉ ɯ • u ɪ • ʏ ɪ̈ • ʊ̈ ɯ̞̈ • ʊ e • ø ɘ • ɵ ɤ • o e̞ • ø̞ ə ɤ̞ • o̞ ɛ • œ ɜ • ɞ ʌ • ɔ æ • ɐ a • ɶ ä • ɒ̈ ɑ • ɒ \| | \| i • y ɨ • ʉ ɯ • u ɪ • ʏ ɪ̈ • ʊ̈ ɯ̞̈ • ʊ e • ø ɘ • ɵ ɤ • o e̞ • ø̞ ə ɤ̞ • o̞ ɛ • œ ɜ • ɞ ʌ • ɔ æ • ɐ a • ɶ ä • ɒ̈ ɑ • ɒ \| | \| i • y ɨ • ʉ ɯ • u ɪ • ʏ ɪ̈ • ʊ̈ ɯ̞̈ • ʊ e • ø ɘ • ɵ ɤ • o e̞ • ø̞ ə ɤ̞ • o̞ ɛ • œ ɜ • ɞ ʌ • ɔ æ • ɐ a • ɶ ä • ɒ̈ ɑ • ɒ \| | \| i • y ɨ • ʉ ɯ • u ɪ • ʏ ɪ̈ • ʊ̈ ɯ̞̈ • ʊ e • ø ɘ • ɵ ɤ • o e̞ • ø̞ ə ɤ̞ • o̞ ɛ • œ ɜ • ɞ ʌ • ɔ æ • ɐ a • ɶ ä • ɒ̈ ɑ • ɒ \| | \| i • y ɨ • ʉ ɯ • u ɪ • ʏ ɪ̈ • ʊ̈ ɯ̞̈ • ʊ e • ø ɘ • ɵ ɤ • o e̞ • ø̞ ə ɤ̞ • o̞ ɛ • œ ɜ • ɞ ʌ • ɔ æ • ɐ a • ɶ ä • ɒ̈ ɑ • ɒ \| |
| Semiaperte | \| i • y ɨ • ʉ ɯ • u ɪ • ʏ ɪ̈ • ʊ̈ ɯ̞̈ • ʊ e • ø ɘ • ɵ ɤ • o e̞ • ø̞ ə ɤ̞ • o̞ ɛ • œ ɜ • ɞ ʌ • ɔ æ • ɐ a • ɶ ä • ɒ̈ ɑ • ɒ \| | \| i • y ɨ • ʉ ɯ • u ɪ • ʏ ɪ̈ • ʊ̈ ɯ̞̈ • ʊ e • ø ɘ • ɵ ɤ • o e̞ • ø̞ ə ɤ̞ • o̞ ɛ • œ ɜ • ɞ ʌ • ɔ æ • ɐ a • ɶ ä • ɒ̈ ɑ • ɒ \| | \| i • y ɨ • ʉ ɯ • u ɪ • ʏ ɪ̈ • ʊ̈ ɯ̞̈ • ʊ e • ø ɘ • ɵ ɤ • o e̞ • ø̞ ə ɤ̞ • o̞ ɛ • œ ɜ • ɞ ʌ • ɔ æ • ɐ a • ɶ ä • ɒ̈ ɑ • ɒ \| | \| i • y ɨ • ʉ ɯ • u ɪ • ʏ ɪ̈ • ʊ̈ ɯ̞̈ • ʊ e • ø ɘ • ɵ ɤ • o e̞ • ø̞ ə ɤ̞ • o̞ ɛ • œ ɜ • ɞ ʌ • ɔ æ • ɐ a • ɶ ä • ɒ̈ ɑ • ɒ \| | \| i • y ɨ • ʉ ɯ • u ɪ • ʏ ɪ̈ • ʊ̈ ɯ̞̈ • ʊ e • ø ɘ • ɵ ɤ • o e̞ • ø̞ ə ɤ̞ • o̞ ɛ • œ ɜ • ɞ ʌ • ɔ æ • ɐ a • ɶ ä • ɒ̈ ɑ • ɒ \| |
| Quasi aperte                                                                                                  | \| i • y ɨ • ʉ ɯ • u ɪ • ʏ ɪ̈ • ʊ̈ ɯ̞̈ • ʊ e • ø ɘ • ɵ ɤ • o e̞ • ø̞ ə ɤ̞ • o̞ ɛ • œ ɜ • ɞ ʌ • ɔ æ • ɐ a • ɶ ä • ɒ̈ ɑ • ɒ \| | \| i • y ɨ • ʉ ɯ • u ɪ • ʏ ɪ̈ • ʊ̈ ɯ̞̈ • ʊ e • ø ɘ • ɵ ɤ • o e̞ • ø̞ ə ɤ̞ • o̞ ɛ • œ ɜ • ɞ ʌ • ɔ æ • ɐ a • ɶ ä • ɒ̈ ɑ • ɒ \| | \| i • y ɨ • ʉ ɯ • u ɪ • ʏ ɪ̈ • ʊ̈ ɯ̞̈ • ʊ e • ø ɘ • ɵ ɤ • o e̞ • ø̞ ə ɤ̞ • o̞ ɛ • œ ɜ • ɞ ʌ • ɔ æ • ɐ a • ɶ ä • ɒ̈ ɑ • ɒ \| | \| i • y ɨ • ʉ ɯ • u ɪ • ʏ ɪ̈ • ʊ̈ ɯ̞̈ • ʊ e • ø ɘ • ɵ ɤ • o e̞ • ø̞ ə ɤ̞ • o̞ ɛ • œ ɜ • ɞ ʌ • ɔ æ • ɐ a • ɶ ä • ɒ̈ ɑ • ɒ \| | \| i • y ɨ • ʉ ɯ • u ɪ • ʏ ɪ̈ • ʊ̈ ɯ̞̈ • ʊ e • ø ɘ • ɵ ɤ • o e̞ • ø̞ ə ɤ̞ • o̞ ɛ • œ ɜ • ɞ ʌ • ɔ æ • ɐ a • ɶ ä • ɒ̈ ɑ • ɒ \| |
| Aperte | \| i • y ɨ • ʉ ɯ • u ɪ • ʏ ɪ̈ • ʊ̈ ɯ̞̈ • ʊ e • ø ɘ • ɵ ɤ • o e̞ • ø̞ ə ɤ̞ • o̞ ɛ • œ ɜ • ɞ ʌ • ɔ æ • ɐ a • ɶ ä • ɒ̈ ɑ • ɒ \| | \| i • y ɨ • ʉ ɯ • u ɪ • ʏ ɪ̈ • ʊ̈ ɯ̞̈ • ʊ e • ø ɘ • ɵ ɤ • o e̞ • ø̞ ə ɤ̞ • o̞ ɛ • œ ɜ • ɞ ʌ • ɔ æ • ɐ a • ɶ ä • ɒ̈ ɑ • ɒ \| | \| i • y ɨ • ʉ ɯ • u ɪ • ʏ ɪ̈ • ʊ̈ ɯ̞̈ • ʊ e • ø ɘ • ɵ ɤ • o e̞ • ø̞ ə ɤ̞ • o̞ ɛ • œ ɜ • ɞ ʌ • ɔ æ • ɐ a • ɶ ä • ɒ̈ ɑ • ɒ \| | \| i • y ɨ • ʉ ɯ • u ɪ • ʏ ɪ̈ • ʊ̈ ɯ̞̈ • ʊ e • ø ɘ • ɵ ɤ • o e̞ • ø̞ ə ɤ̞ • o̞ ɛ • œ ɜ • ɞ ʌ • ɔ æ • ɐ a • ɶ ä • ɒ̈ ɑ • ɒ \| | \| i • y ɨ • ʉ ɯ • u ɪ • ʏ ɪ̈ • ʊ̈ ɯ̞̈ • ʊ e • ø ɘ • ɵ ɤ • o e̞ • ø̞ ə ɤ̞ • o̞ ɛ • œ ɜ • ɞ ʌ • ɔ æ • ɐ a • ɶ ä • ɒ̈ ɑ • ɒ \| |
| i • y ɨ • ʉ ɯ • u ɪ • ʏ ɪ̈ • ʊ̈ ɯ̞̈ • ʊ e • ø ɘ • ɵ ɤ • o e̞ • ø̞ ə ɤ̞ • o̞ ɛ • œ ɜ • ɞ ʌ • ɔ æ • ɐ a • ɶ ä • ɒ̈ ɑ • ɒ | | | | | |

La vocale centrale semichiusa arrotondata è un suono vocalico usato in alcune lingue. Il simbolo dell'alfabeto fonetico internazionale (IPA) che rappresenta questo suono è [ɵ], e l'equivalente simbolo X-SAMPA è 8. Il simbolo IPA è una o minuscola barrata e non va confuso con la theta ([θ]), che identifica la consonante fricativa dentale sorda. 
Al simbolo di questa vocale può talvolta essere aggiunto un simbolo diacritico ([ɵ̞]) per indicare la vocale centrale media arrotondata.
Il carattere [ɵ] viene usato anche in alfabeti derivati da quello latino come il Janalif, ma è assegnato ad un suono differente; il carattere è inoltre lo stesso che la lettera cirillica Ө. Il codice Unicode è  U+0277

## Caratteristiche
- Il suo grado di apertura è semichiusa, quindi la lingua nel pronunciarla è posizionata a metà tra una vocale chiusa ed una aperta.
- La sua posizione è centrale, quindi la lingua è anche a metà tra una vocale anteriore ed una posteriore.
- È una vocale arrotondata, quindi nella pronuncia interviene un arrotondamento delle labbra.